# Diseasemaps
Diseasemaps -en español Mapa de las Enfermedades- es una plataforma en línea gratuita creada en julio de 2015 con el objetivo de conectar a personas con condiciones crónicas y enfermedades raras o poco frecuentes a través de mapas. 

## Historia
Diseasemaps fue fundada por Pablo Belmonte, un ingeniero industrial español de 31 años, graduado en la Universidad Carlos III de Madrid, quien tras ser diagnosticado con una enfermedad rara conocida como enfermedad de Lyme en estadio tardío, decidió crear un mapa para encontrar a personas en su misma situación, concienciar a la sociedad sobre su condición e impulsar la investigación. 
Pablo creó la plataforma en conjunto con su novia, Elisa Ainoza, diagnosticada con la enfermedad de Crohn. Ambos se conocieron mientras estaban ingresados en el hospital, en agosto de 2014; sus amigos les conectaron vía WhatsApp y de allí surgió la idea de crear un mapa para que todas las personas pudieran conectarse. 
En mayo de 2015 crearon un mapa para la enfermedad de Lyme, luego otro para la enfermedad de Crohn y finalmente, en junio, deciden agruparlos todos en una única página web: Diseasemaps.  
Según su fundador, el objetivo del proyecto es crear una plataforma que contenga todas las enfermedades raras, crónicas y otras condiciones médicas para que los afectados -además de recibir apoyo de otros pacientes- puedan encontrar información de calidad, que les permita tener diagnósticos más tempranos y tratamientos más efectivos.

## Herramientas
La plataforma cuenta con diferentes herramientas que facilitan la conexión de personas con un mismo diagnóstico, así como también la búsqueda de información, síntomas, tratamientos, etc. 
En el mapa de enfermedades se puede observar claramente dónde hay más pacientes con la misma condición en todo el mundo y ofrece la disposición de contactar con ellos. "La idea es que si tú estás en África, con una conexión a Internet puedas hablar con un médico que está en EE.UU. y que te diga qué puedes hacer con los recursos que tienes", cuenta Elisa Ainoza y cofundadora de Diseasemaps en una entrevista realizada por el diario español El Mundo en enero de 2017.
Asimismo, cada condición tiene un foro a través del cual las personas pueden compartir sus experiencias o dudas con toda la comunidad y una sección de estadísticas con datos actualizados para cada enfermedad. 

## Actualidad
Aunque el mapa está abierto para todas las patologías, el objetivo es reunir información acerca de enfermedades raras o poco comunes. Desde la fecha de su creación, se han unido más de 150.000 personas de todo el mundo, entre pacientes,  asociaciones, médicos e investigadores. Actualmente (noviembre, 2017) la plataforma cuenta con 1.239 enfermedades raras y crónicas y está disponible en nueve idiomas.
Este año ha sido lanzado un proyecto paralelo para impulsar la investigación genética de todas las enfermedades contenidas en la plataforma llamado 500gwas. Este proyecto pretende comparar los análisis genéticos de personas con enfermedades raras con personas sanas para encontrar las diferencias genéticas de cada condición contenida en la plataforma. 
La meta es que cada vez más médicos e investigadores formen parte de la plataforma, así los pacientes pueden contar con información veraz y certificada por expertos. "Yo fui a 100 médicos hasta que me diagnosticaron, pero si hubiera sabido cuáles podrían haberme ayudado, igual habría ido a 20", señaló Belmonte en la entrevista a El Mundo.

## Idiomas
Diseasemaps se traduce en diferentes idiomas a través de una plataforma de traducción colaborativa, en la que cualquier persona puede ayudar en la traducción de la web a su idioma de manera altruista. Actualmente la página está disponible en nueve idiomas diferentes: inglés, español, alemán, portugués, checo, polaco, francés, árabe, chino. 